# هيرنان سانتانا
هيرنان دانييل سانتانا تروخييو (بالإسبانية: Hernán Daniel Santana Trujillo)‏ (مواليد 26 أغسطس 1990 - لاس بالماس دي غران كناريا ، إسبانيا) لاعب كرة قدم إسباني ، يلعب في مركزي خط الوسط المحوري والدفاعي، ويلعب حاليًا لنادي لاس بالماس الإسباني.

## روابط خارجية
- هيرنان سانتانا على موقع قاعدة بيانات كرة القدم.إي يو (الإنجليزية)
- هيرنان سانتانا على موقع Soccerbase.com (لاعب) (الإنجليزية)
- هيرنان سانتانا على موقع Soccerway.com (الإنجليزية)
- هيرنان سانتانا على موقع AS.com (الإسبانية)